# Henri Maréchal
Henri Charles Maréchal (ur. 22 stycznia 1842 w Paryżu, zm. 12 maja 1924 tamże) – francuski kompozytor.
Studiował historię literatury. Muzyki zaczął się uczyć dopiero w wieku 18 lat. W paryskim konserwatorium, poza kompozycją, poznawał także zasady gry na organach. W roku 1870 został laureatem Prix de Rome za kantatę Le jugement de Dieu. Popularność zdobył głównie jako twórca oper lirycznych, choć niektórzy krytycy zarzucają im brak indywidualnych rysów.

## Główne dzieła
- Le jugement de Dieu, 1870 – kantata
- La Nativité, 1875 – poemat religijny
- Les Amoureux de Catherine, 1876 – opera komiczna
- La Taverne des Trabans, 1876 – opera komiczna
- L’Étoile, 1881 – idylla na głosy solowe i chór
- Le miracle de Naïm, 1887 – dramat religijny
- Déidamie, 1893 – opera
- Calendal, 1894 – opera
- Daphnis et Chloé, 1899 – opera
- Le Lac des Aulnes, 1907 – balet